# San-Gavino-di-Tenda
San-Gavino-di-Tenda é uma comuna francesa na região administrativa de Córsega, no departamento da Alta Córsega. Estende-se por uma área de 50,44 km². 